# Ärla
Ärla is een plaats in de gemeente Eskilstuna in het landschap Södermanland en de provincie Södermanlands län in Zweden. De plaats heeft 1281 inwoners (2005) en een oppervlakte van 138 hectare.